# Adenilato ciclasi
La adenilato ciclasi o adenilico ciclasi, spesso abbreviata come AC, è un enzima della classe delle liasi che catalizza la seguente reazione:
ATP = AMP 3',5'-ciclico + pirofosfato
Si tratta di una proteina integrale della membrana plasmatica il cui sito attivo è rivolto verso il citosol della cellula.
Esistono nove geni che codificano per adenilato ciclasi nell'uomo (con le rispettive localizzazioni cromosomiche):
- ADCY1, 7p12
- ADCY2, 5p15
- ADCY3, 2p22-24
- ADCY4, 11q11.2
- ADCY5, 3q13.2-q21
- ADCY6, 12q12-13
- ADCY7, 16q12-13
- ADCY8, 8q24
- ADCY9. 16p13.3

Questo enzima fa parte di una via di trasduzione del segnale che consente di produrre effetti fisiologici in seguito al legame di un messaggero con la cellula.
Un ormone idrosolubile o un neurotrasmettitore si lega a un recettore di membrana, il quale è collegato tramite la sua coda citosolica con una proteina G di tipo stimolatorio (Gs) o inibitorio (Gi). La proteina Gs si attiva liberando la sua subunità alfa, legata a un GTP, e interagisce con l'adenilato ciclasi.
Questo enzima effettore si attiva e ciclizza l'AMP, che funge nella cellula da secondo messaggero. Il cAMP attiva la protein-chinasi A (PKA), che si dissocia in due subunità e provvede a fosforilare delle proteine citoplasmatiche tra le quali ritroviamo la fosforilasi chinasi e la glicogeno sintasi, entrambe implicate rispettivamente nell'attivazione della glicogenolisi e della glicogenosintesi.
Ognuna delle isoforme è dotata di caratteristiche specifiche riguardo a distribuzione nei tessuti, regolazione di membrana, interazione con proteine regolatrici e sensibilità a mediatori chimici (es. agli ioni Ca2+ o alla proteina calmodulina). Vi sono adenilato ciclasi che presentano una ristretta espressione di tessuto; altre che sono sensibili alla calmodulina mentre altre non lo sono; alcune isoforme possono essere fosforilate da proteina chinasi ed altre non lo sono; ed alcune ACs sono anche sensibili ai dimeri beta-gamma, l'altra componente trasduttiva delle proteine G.
Una caratteristica di tutte le ACs (eccetto la isoforma 9) è che vengono tutte direttamente attivate da una sostanza chimica naturale, la forskolina, isolata dal Coleus forskolii. È un composto diterpenico poli-ossigenato che si intercala in una regione regolatoria dell'enzima, di natura idrofobica, inducendone una modifica di conformazione tale da renderlo indipendente dalle proteine G. In questo modo, la membrana di perilipina che avvolge gli adipociti, una volta fosforilata, può essere attraversata dalla lipasi che riesce a dissolvere i grassi, dovunque siano localizzati, oltre alla lipolisi attivata dal cAMP e poi dal PKA.
Fenomeni biologici che sono stati dimostrati dipendere dall'attività delle ACs comprendono:
- funzioni cerebrali mediate da neurotrasmettitori;
- differenziamento cellulare embrionale;
- fenomeni di resistenza alle azioni molecolari dell'insulina;
- maturazione degli spermatogoni a spermatozoi;
- fenomeni di dipendenza da farmaci e/o droghe;
- soppressione di certe funzioni immunitarie.